# Fischer Airfish AF-8

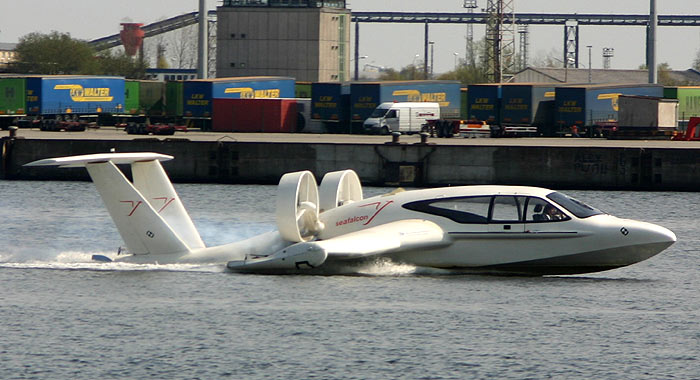
Seafalcon im Jahr 2007 auf der Warnow in Rostock

Der Airfish AF-8 ist ein achtsitziges Bodeneffektfahrzeug aus dem Jahr 2001, dessen Serienproduktion als Taxiflugboot z. Zt. bei Wigetworks in Singapur vorbereitet wird.

## Geschichte
Mitte der neunziger Jahre beabsichtigte John Leslie im australischen Cairns den Aufbau einer Serienproduktion für Bodeneffektfahrzeuge und gründete dazu die Flightship Ground Effect Pty. Leslie erwarb 1997 aus der Konkursmasse der Rhein-Flugzeugbau GmbH in Mönchengladbach den noch existierenden RFB X-113 Versuchsträger aus dem Jahr 1972, sowie dessen Konstruktionsunterlagen und den zweisitzigen Prototypen des Fischer Airfish AF-3, um die notwendigen Technologiestudien betreiben zu können. Leslie strebte jedoch keine Serienfertigung von Sportbooten an, sondern spezifizierte ein achtsitziges Flugboot mit einer 4 Meter langen und 1,4 Meter breiten Kabine für Taxidienste im Insel-Hopping. Leslie übergab seine Spezifikation an Fischer Flugmechanik in Mönchengladbach und beauftragte diese mit dem Entwurf, sowie mit dem Bau und der seetechnischen Zulassung eines Prototyps.
Bei Fischer Flugmechanik entstand daraufhin der Entwurf des Airfish AF-8. Da Fischer Flugmechanik nach der Insolvenz von Rhein-Flugzeugbau über keine Betriebsplattform für den Prototypenbau mehr verfügte, gründete Hanno Fischer und der wirtschaftliche Eigentümer von Flightship Ground Effect Pty. im Jahr 1997 in Mönchengladbach die Airfoil Development GmbH (AFD). Hanno Fischer brachte in das Unternehmen die Lizenzrechte für den Prototypenbau des Airfish AF-8 ein, während der Partner aus Singapur die finanziellen Mittel für den Prototypenbau zur Verfügung stellte. Der Bau des Airfish AF-8 begann 1999 und war Anfang 2001 weitgehend abgeschlossen. Die 70-stündige Flugerprobung erfolgte anschließend auf dem Markenermeer in Holland. Der Germanische Lloyd beteiligte sich an der Erprobung und erteilte im Dezember 2001 für den Airfish AF-8 die weltweit erste Zulassung eines Bodeneffektfahrzeugs gemäß der Hochgeschwindigkeitsregularien der International Maritime Organization (IMO) unter der IMO-Nr. 9274989. Nach der seetechnischen Zulassung erfolgte die Übergabe des Boots in Holland an Flightship Pty, die das Boot 2002 als Musterboot auf die in Cairns entstandene Bauwerft brachte.

## Konstruktion
Beim Entwurf der Airfish AF-8 kamen die prinzipiellen Entwurfsmerkmale der früheren, kleineren Airfish AF-1/2 und AF-3 zur Anwendung. Der Airfish AF-8 wurde als Trimaran mit umgekehrtem Deltaflügel nach dem Prinzip Lippisch ausgelegt. Rumpf und Flügel werden vollständig in Composite-Bauweise ausgelegt. Als Antrieb kommt ein 450 PS starker General Motors V8 Motor zum Einsatz, der zwei hinter der Passagierkabine angeordnete vierblättrige Druckpropeller auf der Oberseite des Rumpfs antreibt. Wie alle Airfish besitzt auch der Airfish AF-8 ein Doppel-T-Leitwerk. Als Amphibium hat der AF-8 ein für Landbewegungen nutzbares, einziehbares Fahrwerk. Die Auslegung des Flügels lässt Flughöhen bis 3 Meter Höhe zu, um Hindernisse oder höheren Seegang problemlos bewältigen zu können. Rechnerisch weist die AF-8 eine Reichweite für eine vierstündige Einsatzdauer bei 170 km/h aus und ist damit schneller als die üblichen Schnellfähren, aber kostengünstiger als Flugzeuge.

## Produktion und Vertrieb
Bislang entstanden ein Fischer AF-9 Prototyp bei Airfoil Development in Mönchengladbach, vier Flightship FS-8 Serienboote bei Flightship Ground Effect Pty. in Australien, die auf Grund konstruktiver Veränderungen nicht flugfähig waren, sowie die beiden ersten Wigetworks Airfish AF-8 Serienboote bei Wigetworks in Singapur.
Prototypenbau bei Airfoil Development
Wie bereits erwähnt, wurde 1997 die Airfoild Development GmbH speziell für den Bau und die Erprobung des Fischer Airfish AF-8 Prototypen in Mönchengladbach gegründet. Bis 2002 entstand hier das Musterboot Airfish AF-8. Der weitere Serienbau war nicht vorgesehen, sondern sollte beim Lizenznehmer Flightship Ground Effect Pty. in Australien stattfinden. Nach der Insolvenz von Flightship erhielt AFD vom neuen Eigentümer der Insolvenzmasse den Auftrag zur Fertigstellung der im Bau befindlichen ehemaligen Flightship FS-8 Serienboote. Dazu sollte im Ostseebad Barth eine AFD-Werftanlage eingerichtet werden, die allerdings an politischen Widerständen scheiterte. Die vier bereits in Deutschland befindlichen FS-8 wurden daraufhin wieder nach Singapur zurückgesandt und dort mit AFD-Unterstützung durch Wigetworks weiterbearbeitet. Bei AFD in Deutschland blieb es bei einem Einzelstück des Airfish AF-8 Prototypen.
Serienproduktion bei Flightship Ground Effect Pty, Cairns, Australien
Parallel zu den Entwicklungs- und Zulassungsarbeiten bei Airfoil Development in Deutschland, begann John Leslie mit dem Aufbau einer Werftanlage in Cairns, Australien. Bei Auslieferung des AF-8 Prototypen beschäftigte die NQEA-Werft in Cairns bereits 100 Ingenieure und Mechaniker. Bis zu vier Boote konnten gleichzeitig auf der Werftanlage bearbeitet werden.
Flightship FS-8 Dragon Commuter
Als Launching Customer für den Airfish AF-8, der bei Flightship als Flightship FS-8 „Dragon Commuter“ vermarktet wurde, trat im Sommer 2002 das maledivische Fährunternehmen Sunland Transport auf. Sunland bestellte vier Flightship FS-8, mit denen Shuttledienste zwischen den maledivischen Inseln eingerichtet werden sollten. Die Forderung Sunlands nach einer leicht erhöhten Nutzlast und besserer Leistungsdaten führte bei Flightship zu einer Modifikation der vier bereits im Bau befindlichen Flightship FS-8. Die Modifikationen erhöhten aber gleichzeitig das Startgewicht der FS-8 gegenüber dem Musterboot AF-8 um fast 800 kg, womit die operative Nutzlast der AF-8 bereits überschritten war. Zusätzlich hatte Flightship Ground Effect Pty. ab 2003 mit wirtschaftlichen Problemen zu kämpfen. Um die vier Boote fertigstellen zu können, wurden Baugruppen aus dem AF-8 Musterboot ausgebaut. Nachdem sich die Auslieferung der vier Boote auch im Oktober 2003 auf noch nicht absehbare Zeit verschob, musste Flightship Ground Effect Pty Insolvenz anmelden. Im Februar 2004 kam es zur Versteigerung der NQEA-Werft, sowie vier im Bau befindlichen Boote einschließlich des AF-8 Prototypen. Auch die RFB X-113 und der Fischer Airfish AF-3, die Flightship 1997 aus der RFB Insolvenzmasse übernommen hatte, kamen 2004 erneut zur Versteigerung.
Flightship FS-40 Dragon Clipper
Parallel zum Aufbau der Serienfertigung für die Flightship FS-8 entstand bei John Leslie bereits die Spezifikation für ein größeres vierzigsitziges Bodeneffektfahrzeug unter der Bezeichnung Flightship FS-40 „Dragon Clipper“, das bei einem Startgewicht von 20 Tonnen 2000 km Reichweite bei einer Geschwindigkeit von 250 km/h erreichen sollte. Durch die wirtschaftlichen Probleme bei Flightship Pty. wurde diese Entwicklung nicht mehr weiter verfolgt.
Weiterentwicklung bei Wigetworks Private Ltd., Singapur
Den Zuschlag für die Insolvenzmasse von Flightship Ground Effect Pty. erhielt Kenneth Tan aus Singapur, der im April 2004 Wigetworks Private Ltd. in Singapur als Auffanggesellschaft für die insolvente Flightship gründete. Zunächst beauftragte Wigetworks die Airfoil Development GmbH in Deutschland mit der Modifikation der vier zu schwer geratenen Flightship FS-8 Flugboote. Nachdem der Umbau in Deutschland gescheitert war, nahm Wigetworks mit Unterstützung von Airfoil Development die Wiederherstellung des Fischer Airfish AF-8 Prototypen in Singapur in Angriff. Nach knapp zweijähriger Bauzeit ist der Airfish AF-8 im Februar 2007 wieder einsatzfähig. Es folgte ein dreijähriger Zulassungsprozess, in dessen Verlauf ab Oktober 2010 auch der Prototyp des Airfish AF-3 für die praktische Pilotenausbildung herangezogen wurde. Am 30. März 2010 erhielt der wiederhergestellte und inzwischen erheblich verbesserte AF-8 Prototyp als AF-8-001 von der Hafenbehörde in Singapur die nationale Bootszulassung 9V8677. Im August 2010 beginnt Wigetworks in Singapur mit dem Bau des ersten Pre-Production AF-8 Boots PPC-1.
Serienfertigung bei Composite Technology Research Malaysia (CTRM), Batu Berendam, Malaysia
Im Oktober 2011 schloss Wigetworks mit der in Malaysia beheimateten CTRM einen Kooperationsvertrag über die Serienfertigung des Airfish AF-8. Nach Einrichtung der Bauwerft in Batu Berendam wurde der in Singapur im Bau befindliche PPC-1, sowie als Musterboot der AF-8-001 Prototyp an CTRM übergeben. Der erste Pre-Production-WIG PPC-1 startete am 4. Oktober 2015 in Malacca zum Erstflug. Inzwischen befindet sich bei CTRM der zweite Pre-Production-WIG PPC-2 im Bau.

## Versionen
- Fischer Airfish AF-8 – Entwurf und Prototyp der Airfoil Development von 1998, Einzelstück, später Umbau zum AF-8-001
- Flightship FS-8 Commuter Dragon – Serienmuster bei Flightship Pty., vier im Bau befindliche Boote, nicht fertiggestellt
- Wigetworks Airfish AF-8-001 – weiterentwickelter AF-8 Prototyp bei Wigetworks auf Basis des AF-8 Prototypen von Airfoil Development
- Wigetworks Airfish AF-8-PPC – Pre-Production AF-8 bei CTRM, ein Boot 2015 fertiggestellt, zweites PPC im Bau

## Technische Daten
| Kenngröße             | Fischer Airfish AF-3                 | Flightship FS-8                       |
| --------------------- | ------------------------------------ | ------------------------------------- |
| Besatzung             | 1                                    | 1                                     |
| Passagiere            | 7                                    | 7                                     |
| Länge                 | 17,22 m                              | 17,45 m                               |
| Spannweite            | 15,16 m                              | 15,60 m                               |
| Höhe                  | 3,35 m                               | 4,10 m                                |
| Flügelfläche          |                                      |                                       |
| Flügelstreckung       |                                      |                                       |
| Nutzlast              | 1010 kg                              | 1180 kg                               |
| Leermasse             | 3740 kg                              | 3570 kg                               |
| max. Startmasse       | 4750 kg                              | 4750 kg                               |
| Reisegeschwindigkeit  | 160 km/h                             | 160 km/h                              |
| Höchstgeschwindigkeit |                                      |                                       |
| Dienstgipfelhöhe      | 3,0 m                                | 3,0 m                                 |
| Reichweite            | 550 km                               | 550 km                                |
| Triebwerke            | Chevrolet GM V8, 450 PS (ca. 330 kW) | GM 6,65 l V8 efi, 450 PS (ca. 330 kW) |

## Verbleib
Der Fischer Airfish AF-8 Prototyp wurde 2012 bei einer Wasserberührung bei starkem Seegang schwer beschädigt.
Der Verbleib der vier in Cairns gebauten, flugunfähigen FS-8 ist unbekannt.
Derzeit existieren die beiden Pre-Production Boote PPC-1 und PPC-2 bei Wigetworks/CTRM in Malaysia.

## Vergleichbare Typen
- Seafalcon